# ツァディク
ツァディク（TZADIK、ツァディク・レコード、Tzadik Records）は、前衛的で実験的な音楽を専門とするニューヨークのレコード・レーベル。1995年に作曲家およびサックス奏者のジョン・ゾーンと杉山和紀によって設立された。ゾーンがツァディクの全リリース作品のエグゼクティブ・プロデューサーを務めている。ツァディクは、非営利でアーティストに協力的なレコード・レーベルである。
ツァディクは、フリー・インプロヴィゼーション、ジャズ、ノイズ、クレズマー、ロック、実験音楽など、多岐にわたる音楽的背景を持つさまざまなアーティストによる、400作品を超えるアルバムをリリースしている。
レーベルのカタログにはゾーン自身と、彼が率いる多面的な「ソングブック」を具現化するグループであるマサダによるリリースがある。他の代表的なアーティストは以下の通り。
歌手のマイク・パットン。ギタリストのデレク・ベイリー、大友良英、ティム・スパークス、バケットヘッド、灰野敬二。ノイズ・ミュージックのアイコンであるメルツバウ。作曲家のゴードン・ムンマ、フランク・デニア、アーノルド・ドレイブラット、伊藤貞司。実験的なグループのケイヨ・ドット、タイム・オブ・オーキッズ、ラシャニム。マイクロトーナリスト (微分音音楽家)のSYZYGYS (シジジーズ)。ドラマーの吉田達也と彼が率いるバンドであるルインズ、是巨人。トランペッターのワダダ・レオ・スミス。電気音響作曲家のノア・クレシェフスキー。そしてジャズ・サックス奏者のスティーヴ・コールマン。

## アーティスト
- オーレン・アンバーチ
- ミック・バー
- スティーヴン・バーンスタイン
- リサ・ビエラワ
- シャニール・エズラ・ブルーメンクランツ
- クリス・ブラウン
- ロブ・バーガー
- ユリ・ケイン
- ジェニファー・チャールズ
- グレッグ・コーエン
- アルヴィン・カラン
- デイヴ・ダグラス
- マーク・ドレッサー
- アーノルド・ドレイブラット
- トビー・ドライヴァー
- トレヴァー・ダン
- マーティー・アーリック
- ジュリア・アイゼンバーグ
- エリック・フリードランダー
- フレッド・フリス
- アニー・ゴスフィールド
- ジェシー・ハリス
- ティンバ・ハリス
- ジェリー・ヘミングウェイ
- ロビン・ホルコム
- ウェイン・ホーヴィッツ
- スコット・ジョンソン
- フィリップ・ジョンストン
- ヘンリー・カイザー
- エイヴィン・カン
- ガイ・クルセヴェク
- ジョージ・ルイス
- ルーカス・リゲティ
- フランク・ロンドン
- ジョン・メイドフ
- ビリー・マーティン
- MONO
- イクエ・モリ
- アーロン・ノヴィック
- ラリー・オクス
- ジム・オルーク
- エヴァン・パーカー
- マイク・パットン
- パオラ・プレスティーニ
- マーク・リボー
- ギャン・ライリー
- ネッド・ローゼンバーグ
- ジョエル・ルービン
- バシャ・シェクター
- ティム・スパークス
- J・G・サールウェル
- マシュー・ウェルチ
- ダグ・ウィーゼルマン
- ジョン・ゾーン[1][2]
- 巻上公一
- あふりらんぽ
- 本田ユカ
- デレク・ベイリー
- 高橋悠治
- AYUO
- 大友良英
- 灰野敬二
- 吉田達也
- Limited Express (has gone?)
- FRICTION
- Melt-Banana
- メルツバウ
- ROVO
- 山本精一
- メデスキ、マーティン・アンド・ウッド
- ジェイミー・サフト
- 森稚重子
- 太田裕美
- ホセ・マセダ
- リュック・フェラーリ
- クリスチャン・ウォルフ
- ジョン (犬)
- ni-hao!
- 仁科彩